# Grace Davie
Pour les articles homonymes, voir Davie.
Grace Davie, née le 2 septembre 1946, est une sociologue et universitaire britannique. Elle est spécialiste de sociologie religieuse et professeure émérite à l'université d'Exeter. 

## Biographie
Grace Davie naît en 1946. Elle obtient son diplôme à l'université d'Exeter en 1967 puis un doctorat à la London School of Economics en 1975. Elle est maîtresse de conférences (1990-2006) puis professeure (2006-2011) de sociologie des religions à l'université d'Exeter. Elle est professeure émérite depuis 2011.
Elle est secrétaire de l'International Society for the Sociology of Religion et présidente de l'Association for the Sociology of Religion (2003).
Elle est aussi autrice de plusieurs ouvrages, ainsi que d'articles dans les Archives de sciences sociales des religions.
Elle est docteure honoris causa de l'université d'Uppsala (2008) et de l'université d'Helsinki (2023).

## Publications

### Mémoire
- Right Wing Politics among French Protestants (1900-1944), with special reference to the Association Sully, doctorat, London School of Economics, 1975.

### Ouvrages
- Religion in Britain Since 1945, Believing Without Belonging, John Wiley & Sons,1994
Traduction: La religion des Britanniques: de 1945 à nos jours, Cristoper Sinclair, Labor et Fides, 1996.
- Religion in Modern Europe, A Memory Mutates, Oxford University Press, 2000
- Europe-The Exceptional Case: Parameters of Faith in the Modern World Sarum Theological Lectures, Darton, Longman & Todd Ltd, 2002
- The Sociology of Religion, SAGE Publications, 2007 (réédité en 2013 sous le titre The Sociology of Religion: A Critical Agenda)[4]
- Religion in Britain, A Persistent Paradox, Wiley Backwell, 2015[2]

### Articles et textes

#### Archives de sciences sociales des religions
- Believing without Belonging, A Liverpool Case Study, n°81, janvier-mars 1993
- Religion in Europe, n°94, avril-juin 1996
- God and Greater Britain. Religion and National Life in Britain and Ireland 1843-1945, n°94,1996
- Contempary Mainstream Religion, n°96, 1996
- The Growth of Religious Diversity: Britain from 1945, n°96, 1996
- Les Anglicans, n°102, 1998
- Approches scientifiques des faits religieux, n°106, 1999
- Fundamentalisms Comprehended, n°106, 1999[1]

#### Autres
- « Protestants de droite et Action française au temps de la condamnation », Études maurrassiennes, Aix-en-Provence, vol. 5, no 1,‎ 1986, p. 169-180[5]